# Quận Ogle, Illinois
Quận Ogle là một quận thuộc tiểu bang Illinois, Hoa Kỳ.
Quận này được đặt tên theo. Theo điều tra dân số của Cục điều tra dân số Hoa Kỳ năm 2000, quận có dân số người. Quận lỵ đóng ở.

## Địa lý
Theo Cục điều tra dân số Hoa Kỳ, quận có diện tích km2, trong đó có km2 là diện tích mặt nước.

## Thông tin nhân khẩu
Theo điều tra dân số 2 năm 2000, quận này đã có dân số 51.032 người, 19.278 hộ gia đình, và 14.169 gia đình sống trong quận hạt. Mật độ dân số là 67 người trên một dặm vuông (26/km ²). Có 20.420 đơn vị nhà ở với mật độ trung bình 27 trên một dặm vuông (10/km ²). Thành phần chủng tộc của cư dân sinh sống trong quận gồm 95,35% người da trắng, 0,44% da đen hay Mỹ gốc Phi, 0,24% người Mỹ bản xứ, 0,42% châu Á, Thái Bình Dương 0,04%, 2,45% từ các chủng tộc khác, và 1,06% từ hai hoặc nhiều chủng tộc. 6,01% dân số là người Hispanic hay Latino thuộc một chủng tộc nào. 34,1% là người gốc Đức, Ailen 10,3%, Mỹ 9,7%, 7,9% gốc Anh và 5,1% gốc Thụy Điển theo điều tra dân số năm 2000.
Có 19.278 hộ, trong đó 35,50% có trẻ em dưới 18 tuổi sống chung với họ, 61,30% là đôi vợ chồng sống với nhau, 8,30% có một chủ hộ nữ và không có chồng, và 26,50% là không lập gia đình. 22,50% hộ gia đình đã được tạo ra từ các cá nhân và 9,80% có người sống một mình65 tuổi hoặc cao hơn. Cỡ hộ trung bình là 2,62 và cỡ gia đình trung bình là 3,07.
Trong quận cơ cấu độ tuổi dân cư được trải ra với 27,50% dưới độ tuổi 18, 7,20% 18-24, 28,80% 25-44, 23,10% từ 45 đến 64, và 13,40% từ 65 tuổi trở lên người. Độ tuổi trung bình là 37 năm. Đối với mỗi 100 nữ có 98,40 nam giới. Đối với mỗi 100 nữ 18 tuổi trở lên, đã có 96,00 nam giới.
Thu nhập trung bình cho một hộ gia đình trong quận đạt mức USD 45.448, và thu nhập trung bình cho một gia đình là USD 53.028. Phái nam có thu nhập trung bình USD 39.862 so với 23.854 USD đối với phái nữ. Thu nhập bình quân đầu người là 20.515 USD. Có 5,30% gia đình và 7,10% dân số sống dưới mức nghèo khổ, trong đó có 8,40% những người dưới 18 tuổi và 5,30% của những người 65 tuổi hoặc cao hơn.